# 라즈베리 파이 재단
라즈베리 파이 재단(영어: Raspberry Pi Foundation) 은 컴퓨터 과학, 인공지능 및 관련 과목에 대한 연구를 전 세계적으로, 특히 젊은이들 사이에서 장려하기 위해 2008년에 설립된 영국 기반의 교육 자선 단체이다. 이 재단은 라즈베리 파이 단일 보드 컴퓨터 시리즈를 시작한 것으로 가장 잘 알려져 있다. 현재 재단이 최대 주주로 있는 상장 회사인 라즈베리 파이 홀딩스에서 제품들의 설계러ㅏ 판매를 담당하고 있다. 법적으로는 별개의 법인이지만, 두 단체는 컴퓨팅에 대한 접근성을 민주화한다는 사명을 공유한다.

## 역사
재단은 2008년 가을에 데이비드 브라벤, 잭 랭, 피트 로마스, 롭 멀린스, 앨런 마이크로프트, 에벤 업턴에 의해 설립되었으며, 2009년 5월 잉글랜드 칼데코트에 자선 단체로 공식 등록되었다. 마이크로프트, 랭, 멀린스, 업턴은 케임브리지 대학교의 컴퓨터 연구소와 관련이 있었으며, 컴퓨터 과학 학부 과정 지원자 감소에 동기를 부여받았다. 그들의 목표는 프로그래밍 및 전자 공학 분야에서 실제 실험을 장려하기 위해 교과서 가격으로 구매할 수 있는 컴퓨터를 개발하는 것이었다. 프론티어 디벨롭먼트의 설립자 중 한 명인 브라벤은 게임 산업에서 얻은 통찰력을 기여했으며, 로마스는 전자 제품 제조 분야에서의 경험을 활용했다.
[T]he lack of programmable hardware for children – the sort of hardware we used to have in the 1980s – is undermining the supply of 18-year-olds who know how to program, so that's a problem for universities, and then it's undermining the supply of 21-year-olds who know how to program, and that's causing problems for industry.
몇 차례의 초기 시제품을 거쳐 첫 번째 라즈베리 파이 컴퓨터가 2012년에 출시되었다. 원래 의도된 교육용 사용 외에도, 이 컴퓨터는 컴퓨터 및 전자 제품 애호가들에게 빠르게 채택되었다. 이 사용자들 중 다수는 플랫폼 사용 경험을 전문적이고 산업적인 환경으로 가져갔다.
컴퓨터를 상업화하고 증가하는 수요를 충족시키기 위해, 재단은 2012년 후반에 Raspberry Pi (Trading) Ltd.라는 상업 자회사를 설립하여 컴퓨팅 제품을 개발 및 제조했다. 이 회사의 수익은 재단의 자선 활동에 자금을 지원하는 데 사용되었다. 2012년부터 2024년까지 상업 자회사는 자선 활동 및 기타 출처에서 모금된 6천만 달러 이상과 함께 재단에 거의 5천만 달러를 기여했다.
업턴은 2012년 12월 재단 이사회에서 물러나 새로운 회사와 재단을 CEO로 이끌었다. 2013년 9월, 랜스 하워스가 재단의 CEO가 되어 업턴은 회사에 집중할 수 있게 되었다. 필립 콜리건은 2015년 7월 재단의 CEO로 취임했다. 2016년에 재단은 본사를 케임브리지 스테이션 로드로 이전했으며, 2018년에는 케임브리지 힐스 로드로 다시 이전했다.
2015년에 라즈베리 파이 재단은 코드 클럽과 합병했다. 2017년에는 코더도조와 합병했다.
상업 자회사는 2024년 7월 재단에서 분리되어 상장 회사가 되었으며, 재단이 최대 주주가 되었다. 재단은 이러한 움직임을 지지했으며, 주식 판매 수익을 사용하여 교육 사업을 위한 기부금을 설립하는 동시에 회사의 미래에 주요 주주이자 이해 관계자로 남을 것이라고 밝혔다. IPO 이후, 라즈베리 파이 홀딩스에 대한 재단의 지분은 77.31%에서 49.08%로 감소했으며, 기부금 설립을 위해 GB£1억 3천 6백만 파운드를 창출했다.

## 활동
재단은 교사 교육, 교육 과정 자료 및 봉사 활동을 포함하여 컴퓨터 과학, 인공지능 및 관련 과목에 대한 연구를 전 세계적으로 장려하는 교육 프로그램을 제공한다.
2014년 4월, 재단은 컴퓨팅 이해도를 높이고 다른 과목, 특히 STEM 및 어린이들을 위한 창의 예술 분야에서 기술 사용을 촉진하는 프로젝트를 지원하기 위해 100만 파운드의 교육 기금을 발표했다. 그들은 선정된 신청자들에게 총 예상 비용의 최대 50%를 지원하겠다고 제안했다. 캐리 앤 필빈이 교육 책임자였다.
라즈베리 재단은 옥스퍼드 대학교와 함께 국제 비버스 컴퓨터 과학 경진대회 영국판의 적극적인 후원자이다.
재단은 "컴퓨팅 및 디지털 제작" 잡지인 헬로 월드(Hello World)를 발행한다. 2018년부터 2023년 초까지 재단은 비디오 게임 개발 잡지인 와이어프레임(Wireframe)을 발행했다.